# حسن كندي (تشالدران)
حسن كندي (بالفارسية: حسن‌کندی) هي قرية تقع في قسم ببه‌جيك (مقاطعة تشالدران) في إيران. يقدر عدد سكانها بـ 41 نسمة .